# العلاقات المجرية الكازاخستانية
العلاقات المجرية الكازاخستانية هي العلاقات الثنائية التي تجمع بين المجر وكازاخستان.

## مقارنة بين البلدين
هذه مقارنة عامة ومرجعية للدولتين:
| وجه المقارنة                                              | المجر                                                       | كازاخستان                      |
| --------------------------------------------------------- | ----------------------------------------------------------- | ------------------------------ |
| المساحة (كم2)                                             | 93.04 ألف                                                   | 2.72 مليون                     |
| عدد السكان (نسمة)                                         | 9.78 مليون                                                  | 17.95 مليون                    |
| الكثافة السكانية (ن./كم²)                                 | 105.12                                                      | 6.6                            |
| العاصمة                                                   | بودابست                                                     | نور سلطان                      |
| اللغة الرسمية                                             | لغة مجرية                                                   | اللغة القازاقية، اللغة الروسية |
| العملة                                                    | فورنت مجري                                                  | تينغ كازاخستاني                |
| الناتج المحلي الإجمالي (بليون دولار)                      | 139.14 مليار                                                | 159.41 مليار                   |
| الناتج المحلي الإجمالي (تعادل القوة الشرائية) بليون دولار | 260.42 مليار                                                | 439.39 مليار                   |
| الناتج المحلي الإجمالي الاسمي للفرد دولار أمريكي          | 12.36 ألف                                                   | 10.51 ألف                      |
| الناتج المحلي الإجمالي للفرد دولار أمريكي                 | 25.07 ألف                                                   | 24.23 ألف                      |
| مؤشر التنمية البشرية                                      | 0.828                                                       | 0.788                          |
| رمز المكالمات الدولي                                      | +36                                                         | +7                             |
| رمز الإنترنت                                              | .hu                                                         | .kz، .қаз ‏                     |
| المنطقة الزمنية                                           | ت ع م+01:00، ت ع م+02:00، أوروبا/بودابست ‏، توقيت وسط أوروبا | ت ع م+05:00، ت ع م+06:00       |

## منظمات دولية مشتركة
يشترك البلدان في عضوية مجموعة من المنظمات الدولية، منها:
| علم المنظمة | اسم المنظمة                               | تاريخ انضمام المجر | تاريخ انضمام كازاخستان |
| ----------- | ----------------------------------------- | ------------------ | ---------------------- |
|             | الاتحاد البريدي العالمي                   | ?                  | ?                      |
|             | يونسكو                                    | 14 سبتمبر 1948     | 22 مايو 1992           |
|             | البنك الدولي للإنشاء والتعمير             | 7 يوليو 1982       | 23 يوليو 1992          |
|             | وكالة ضمان الاستثمار متعدد الأطراف        | 21 أبريل 1988      | 12 أغسطس 1993          |
|             | الاتحاد الدولي للاتصالات                  | 1866               | 23 فبراير 1993         |
|             | منظمة الشرطة الجنائية الدولية             | ?                  | ?                      |
|             | مؤسسة التمويل الدولية                     | 29 أبريل 1985      | 30 سبتمبر 1993         |
|             | مجموعة الموردين النوويين                  | ?                  | ?                      |
|             | الأمم المتحدة                             | 14 ديسمبر 1955     | 2 مارس 1992            |
|             | منظمة الأمن والتعاون في أوروبا            | 25 يونيو 1973      | 30 يناير 1992          |
|             | مؤسسة التنمية الدولية                     | 29 أبريل 1985      | 23 يوليو 1992          |
|             | الفريق المعني برصد الأرض                  | ?                  | ?                      |
|             | منظمة حظر الأسلحة الكيميائية              | ?                  | ?                      |
|             | المركز الدولي لتسوية المنازعات الاستشارية | 6 مارس 1987        | 21 أكتوبر 2000         |

## وصلات خارجية
- موقع وزارة الخارجية المجرية
- موقع وزارة الخارجية الكازاخستانية